# Haus Dönhoff
Haus Dönhoff (auch bezeichnet als Haus Dönhof oder Haus Dönnhof) war ab dem Spätmittelalter ein Sitz der westfälischen Adelsfamilie Dönhoff und eine „Wasserburg“ an der Ruhr in Wengern, das heute ein Stadtteil von Wetter (Ruhr) in Nordrhein-Westfalen ist. 
Mitte des 19. Jahrhunderts wurden die verfallenden Gebäude abgerissen. Anschließend wurde auf dem Grundstück ein lang gestrecktes Fachwerkhaus errichtet, das seit 1985 als Baudenkmal Nr. 75 in der Denkmalliste von Wetter eingetragen ist und vor Ort ebenfalls, nach dem dort zuvor existierenden Adelssitz, als „Haus Dönhoff“ bezeichnet wird. Das heute am Amselweg befindliche Haus ist gut von einem südlich am Grundstück entlang verlaufenden Fuß- und Radweg, einem Abschnitt des Ruhrtalradwegs, aus zu betrachten.

## Lage

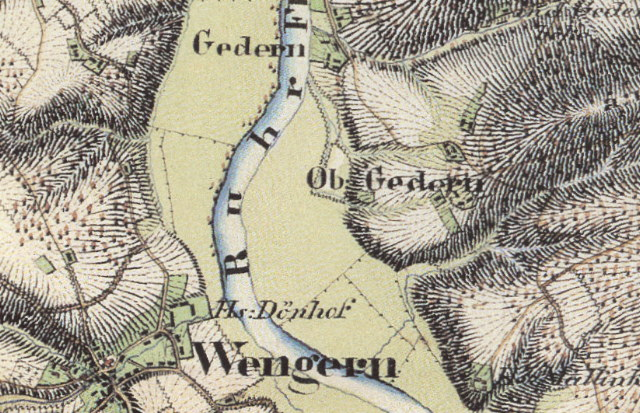
Hs. Dönhof in der Uraufnahme von 1840

In einer Karte der Grafschaft Mark von 1681 des französischen Kartographen Nicolas Sanson ist nördlich von Wengern ein Haus Dunhouen eingezeichnet. Bis ins 19. Jahrhundert taucht der Name in verschiedenen Schreibweisen in mehreren alten Karten auf. Die Preußische Uraufnahme von 1840 verzeichnet nordöstlich vom Dorfkern Wengern das Haus Dönhof als großzügig U-förmiges Gebäudeensemble; eine für Wasserburgen typische Grabenanlage lässt sich dort nicht erkennen. Es liegt im Bereich der Elbschemündung in die Ruhr und gegenüber der auf der anderen Flussseite gelegenen Anwesen Gut Obergedern (etwas weiter nördlich) und Haus Mallinckrodt (etwas weiter südlich). In der Preußischen Neuaufnahme und in späteren Karten gibt es keine namentliche Eintragung des Hauses mehr.
Im Gelände lässt sich die genaue Lage des ursprünglichen Haus Dönhoff – Haupt- und Nebengebäude mit Flügeln und Wassergrabenanlage – nur noch ungefähr rekonstruieren. Ob es sich um eine regelrechte Wasserburg (im Sinne eines Wehrbaus mit umgebender Gräfte) oder eher um ein Herrenhaus mit begleitenden Entwässerungsgräben zur Grundwasserabsenkung (wegen der Lage im Auenbereich) handelte, lässt sich nicht mehr eindeutig nachvollziehen. Das Areal der früheren Bauwerke muss auf jeden Fall deutlich größer als das heutige Fachwerkgebäude gewesen sein. 

## Geschichte
Erstmals erwähnt wurde das Haus Dönhoff 1303. Es war im Besitz eines Herbord de Dünehove. Den Besitz mussten die Dönhoffs 1420 zu Lehen nehmen. Bis in das 16. Jahrhundert lebte dort ein Zweig der Familie, während andere Zweige sich in Livland angesiedelt hatten.
Im 16. Jahrhundert ging der Besitz auf die Herren von Schüren zu Horst (Essen-Horst) und später auf die Familie von Ossenbrink (Ossenbroich, Ossenbrock) über. 1661 wurde das Anwesen als „Rittersitz des Johann von und zu Ossenbroich und Dönhof“ bestätigt.
1722 kaufte ein Freiherr von Romberg das Haus. Dieser überließ den wenig ertragreichen Besitz dann dem Gutsverwalter Wilhelm Buschmann.

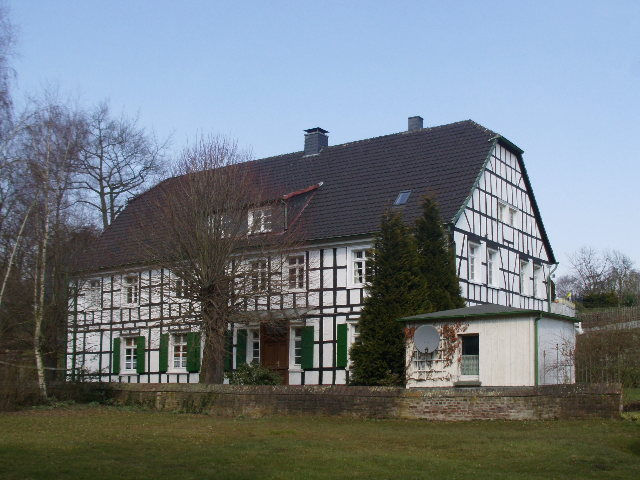
Das Mitte des 19. Jahrhunderts errichtete Fachwerkhaus

1841 erwarb Heinrich Lind (1796–1872), Bürgermeister von Wengern, die Besitzungen. Er ließ die teils baufälligen Gebäude abreißen und im Bereich ihrer Fundamente ein neues Fachwerkhaus errichten. Nach seinem Tod wechselten die Besitzer mehrfach. 
Ende des 19. Jahrhunderts, nach dem Bau des Fachwerkhauses, wurde über das damals noch größere Flurstück die Trasse der Ruhrtalbahn gebaut, wodurch das Restgrundstück gegenüber der Ruhr abgeriegelt wurde; der Bf. Wengern-Ost wurde etwa 400 m weiter südlich errichtet. Für die Eisenbahn wurde hier, am Rande der Ruhraue, ein langer Damm aufgeschüttet. Er verläuft nur rund 30 m am Fachwerkhaus vorbei; die Ruhrweiden auf der anderen Seite des Bahndamms gehören bereits zum Wittener Stadtgebiet und liegen im Naturschutzgebiet Ruhraue Witten-Gedern. Es ist davon auszugehen, dass beim Eisenbahnbau auch einige Fundament- und Grabenreste der Altanlage zerstört und verschüttet wurden.
Im 20. Jahrhundert überformten weitere Bautätigkeiten das Relief im Bereich des ehemaligen Dönhoff-Anwesens. 
Heute dient das renovierte Fachwerkhaus als Wohngebäude. Es steht seit 1985 unter Denkmalschutz. Nach seinem Erbauer wird es auch noch „Haus Lind“ genannt.

## Künstlerische Darstellung

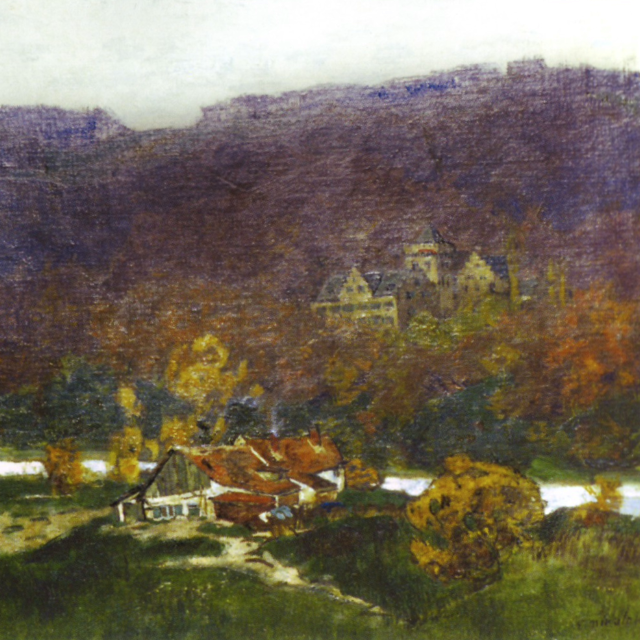
Gemälde Haus Dönhoff in Wengern mit dem Haus Mallinckrodt von Erich Nikutowski

Im Ratssaal des Rathauses Wetter befinden sich zwei Ölgemälde von Erich Nikutowski (1872–1921), einem Künstler der Düsseldorfer Malerschule. Eines der beiden Bilder trägt den Titel „Haus Dönhoff in Wengern mit dem Haus Mallinckrodt“ und zeigt einen einzelnen hofähnlichen Gebäudekomplex an der Ruhr gegenüber von Haus Mallinckrodt vor herbstlichem Wald.
Die auf dem impressionistischen Gemälde im Vordergrund dargestellten Gebäude an der Ruhr weisen durchaus einige Ähnlichkeiten mit dem bis heute existierenden Fachwerkbau aus dem 19. Jahrhundert auf, wenngleich sich dieser nicht auf Anhieb wiedererkennen lässt. Die Gebäude von Haus Mallinckrodt im Hintergrund sind hingegen gut identifizierbar; ähnliche Ansichten finden sich bereits auf älteren Bildern anderer Künstler, die eventuell als Vorlage dienten. Die gewählte Perspektive des Bildes, die Lagebeziehung der beiden Anwesen zueinander, entspricht allerdings nicht den Gegebenheiten und der realen Geländesituation. Unter der Annahme, dass die Darstellung von Haus Mallinckrodt korrekt ist, hätte sich Haus Dönhoff fast einen Kilometer vom tatsächlichen Standort an der Elbsche entfernt befunden, nämlich südöstlich von Wengern ungefähr im Bereich des heutigen Gewerbegebiets Auf der Bleiche. Wäre umgekehrt die Darstellung von Haus Dönhoff korrekt, müsste im Hintergrund eher nur Wald oder aber Gut Obergedern, nicht jedoch Haus Mallinckrodt, zu sehen sein.